# Keltiberer

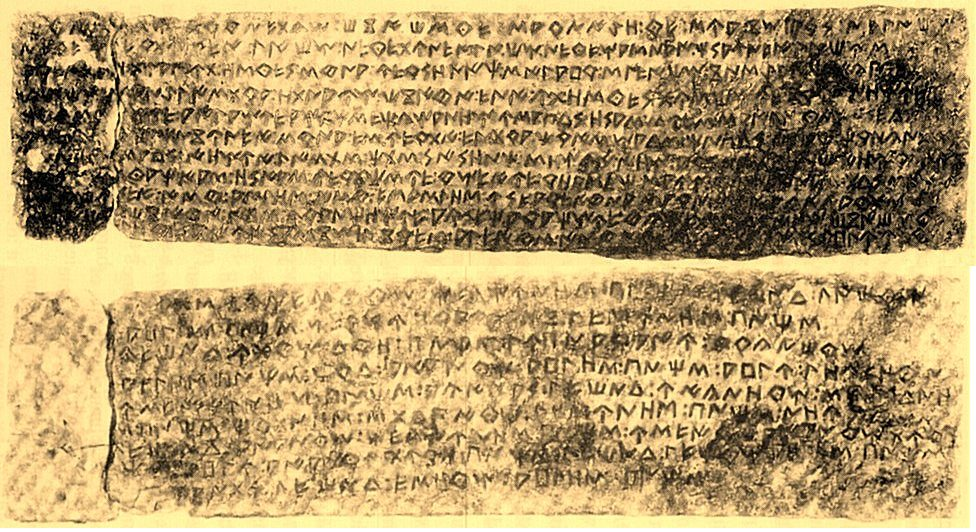
Botorrita, en bronsplakett med inskrift.

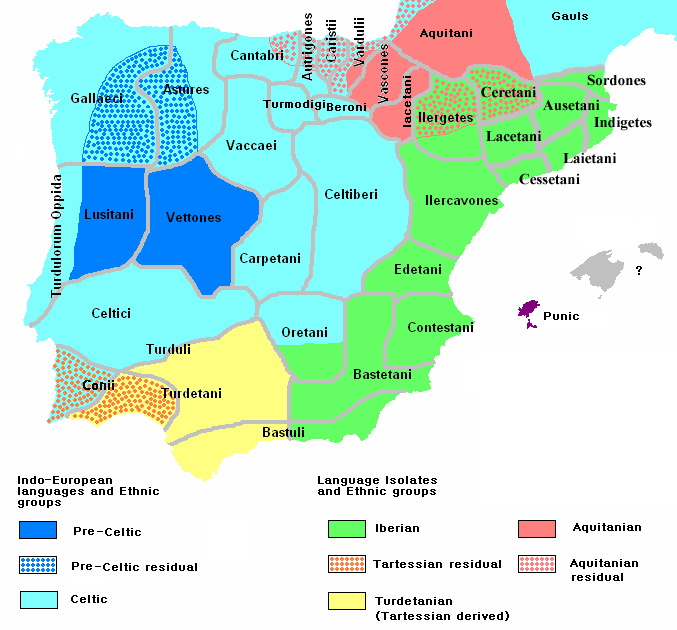
Iberiska halvön ca 200 f.Kr.

Keltiberer var en grupp av blandfolk av kelter och iberer som bodde i ett område på den centrala-nordöstra iberiska halvön under de sista århundradena f.Kr. De benämndes uttryckligen som kelter av flera klassiska författare till exempel Strabon. Dessa stammar talade det keltiberiska språket och skrev det genom att anpassa det iberiska alfabetet, till den keltiberska skriften. De inskriptioner som har upptäckts, några av dem mera omfattande, har gjort det möjligt att klassificera det keltiberiska språket som ett keltiskt språk. Keltiberernas egna språk, keltoiberiska finns belagt från det första århundradet f.Kr. 
Det är omstritt om keltiberna uppstod då kelter under antiken invandrade till norra och centrala Iberiska halvön  och blandade sig med de där bosatta ibererna. Arkeologiskt kopplar många fynd keltiberier till kelter i Centraleuropa, men fynden visar också skillnader jämfört med både Hallstattkulturen och Latènekulturen. Men det är också cirka 500 år i tidsavstånd till Hallstattkulturen. Jämförelser kan egentligen bara göras mot samtida latenekultur. Teorin om kelter från väst menar att områden på iberiska halvön tillhörde det ursprungliga keltiska språkområdet och alltså inte har invandrat dit. 

## Etymologi
Termen Celtiberi förekommer i berättelser av Diodorus Siculus, Appianos och Martialis som erkände en blandkultur mellan kelter och iberer.  Barry Cunliffe menar att detta mest är gissningar av dessa antika författare. Strabon såg bara keltiberierna som en gren av kelter. Plinius den äldre trodde att kelternas ursprungliga hemtrakt i Iberien var ett område i sydväst, Celtici (se kartan) på grund likheter med samma heliga riter, språk och namnen på städer.
Det finns ingen fullständig överenskommelse om den exakta definitionen av keltiberier bland klassiska författare eller moderna forskare. Floden Ebro delar tydligt de keltiberiska områdena från icke-indoeuropeiska talande folk.I andra riktningar är avgränsningen mindre tydlig. De flesta forskare inkluderar Arevaci, Pellendones, Belli, Titti och Lusones som keltiberiska stammar, och ibland Berones, Vaccaei, Carpetani, Olcades eller Lobetani. Bland de keltiberiska stammarna inkluderar olika forskare många stammar och det finns hänvisningar i olika källor så att de skulle motsvara alla forntida keltiska och iberiska stammar på hela den iberiska halvön vilket naturligtvis inte är riktigt. 

## Kritiska synpunkter på namnet
Om de keltiberiska stammarna faktiskt uppstod ur en blandning mellan kelter och iberer, eller i huvudsak representerar en av de två grupperna är oklart. Namnet borde motsvara en sammansmältning av två folk, men det kan ha varit bara en interaktion mellan närboende grupper med ömsesidigt kulturellt inflytande. Termen keltiberisk motsvarar att både keltiska och iberiska element är igenkännliga hos språk och arkeologiska kvarlevor. Arkeologiska fynd består mest av metalliska föremål, såsom hästselar och vapen. De svärd som har hittats sägs ha varit en modell för den romerska Gladius. 

## Historia
Strabon citerar Eforus åsikt att det fanns kelter på den iberiska halvön så långt som till Cadiz.  Den materiella kulturen i de nordvästra regionerna på den iberiska halvön uppvisar en kontinuitet i kulturen från slutet av bronsåldern cirka niohundratalet f.Kr. ända till den romersk erövringen. De keltiska stammarna Galicier och Asturer var av betydande storlek. Befolkningen levde övervägande av boskapsskötsel, med förflyttningar under året. Stammarna skyddades av en krigarklass som bodde i bergsfort, som lokalt kallade castros. Olika castros kontrollerade olika betesområden. Bosättningar var i runda hyddor och husformen överlevde ända till romartiden. Området för runda hus i Iberien, omfattade norra Portugal, Asturien och Galicien genom Kantabrien och norra Leon fram till floden Ebro.
Arkeologerna Martín Almagro Gorbea och Alvarado Lorrio menar att kelterna funnits i Iberien från sexhundratalet f.Kr. Den arkaiska castrokulturen anser de vara "proto-keltisk". Bergsforten (castros) har stabila stenmurar och är omgivna av diken. Arkeologiska fynd talar för en och samma kultur utan avbrott, Från den kultur som beskrivits av klassiska författare från slutet av trehundratalet och framåt i tiden enligt Almagro-Gorbea och Lorrio. Den etniska kartan över området var dock mycket splittrad på olika lokala områden. Den bestod av olika stammar i småstater från trehundratalet och framåt. Ofta med befästa oppida som centrum för befolkningen och med olika lokal assimilering med den inhemska iberiska kulturen.
Det viktigaste området för keltiberierna var den centrala platån av övre floddalarna av Tagus and Douro öster om floden Ebro i den moderna provinserna Soria, Guadalajara, Zaragoza  och Teruel. Där placerades de av de grekiska och romerska geograferna och historikerna. Samhället kontrollerades av en militär överklass som blivit en elit som ärvde sin maktställning. Den dominerande stammen var  Arevaker, som dominerade sina grannar från fästen i  Okilis (Medinaceli) och de ledde den långa motståndskampen mot Rom. Deras viktigaste stad var Numantia. Andra viktiga stammar var Belli och Titti i floden Jalóns dalgång och Lusoner längre österut.
Utgrävningar i fästet Kontebakom-Bel Botorrita, Sekaisa Segeda belliernas stad, och Tiermes kompletteras av gravgods på keltiberiska gravfält. Aristokratiska gravar från femte och sjätte århundradet f. Kr. ersätts av krigargravar utan vapen på trehundratalet f. Kr. Detta har tolkats som att vapnen bättre behövdes bland de levande eller som Almagro-Gorbea och Lorrio har sett det, orsakat av den ökande urbaniseringen i det keltiberiska samhället. Många sena keliberiska oppida är fortfarande bebodda moderna städer, vilket försvårar arkeologiska undersökningar. Metallhantverk utmärker fynden från keltibererna delvis på grund av att de är svårnedbrytbara, och föremålen betonar keltiberernas krigiska natur. Utmärkande är hästutrustningar och prestigevapen . Det tvåeggade svärdet gladius som romarna började använda användes först av keltiberna. Latinska lanser, ett kastspjut var ett spanskt ord enligt Varro. Deras kultur blev allt mera påverkad av Rom de två sista århundradena f.Kr.
Processen som skapade den keltiberiska kulturen kan uppdelas i tre steg:
- Sjunde och sjätte århundradet f.Kr. ledde till skapandet av de första befästa bosättningarna och gravfälten.
- femte och fjärde århundradet f.Kr. blomstrande konstruktionerna av befästa bosättningar och gravfälten med krigare ökade starkt. Keramik tillverkad med användning drejskiva.
- trehundratalet. - bosättningarna får en urban karaktär, vars vidare utveckling hämmades av romarnas invasion.

Från tredje århundradet blev stammen ersatt av keltiberiska statsstater , oppida som var befästa organiserade städer med ett territorium som inkluderade castros som underordnade bosättningar.  Dessa civitates (statstater) som de romerska historikerna kallade dem, kunde sluta och bryta allianser, som bevarade dokument visar och de gav ut mynt. De gamla stamstrukturerna fanns kvar i den keltiberiska stridkrafterna som organiserade efter stammar med följder för krigföringen i förlust av strategisk och taktisk kontroll.
Antika författare beskriver keltiberierna som krigiska. Under andra århundradet f.Kr. underkuvades de av romarna. Åtminstone ibererna i de romerska städerna romaniserades gradvis, kristnades och blev romerska medborgare. I motsats till dessa assimilerade iberiska folkelement fanns mindre romaniserade delar av landet. Där kämpade keltiska stammar tillsammans med Sveberna mot det romerska styret i början av 400-talet e.Kr.

## Historia i årtal
De underkuvade keltiberierna förde en utdragen kamp mot de romerska erövrarna och iscensatte uppror 195–193 f.Kr., 181–179 f.Kr., 153–151 f.Kr. och 143–133 f.Kr. Romarna förde krig mot keltibererna stora delar av tiden 195–133 f.Kr.
- År 218 f.Kr. följde många keltiberer och galler från södra Gallien med Hannibals krigståg till norra Italien.
- År 195 f.Kr. erövrades en del av Keltiberien av romarna.
- År 133 f.Kr. förstörde romarna staden Numantia, vilket följdes av en lång fred.
- År 105 f.Kr. var keltibererna en del av den romerska arméns krigare i kampen mot de germanska cimbrerna i det cimbriska kriget (113–101 f.Kr.)
- 72 f.Kr. hade hela regionen blivit en del av den romerska provinsen Hispania Citerior efter att ett uppror lett av Sertorius hade blivit nedslaget.

## Bilder

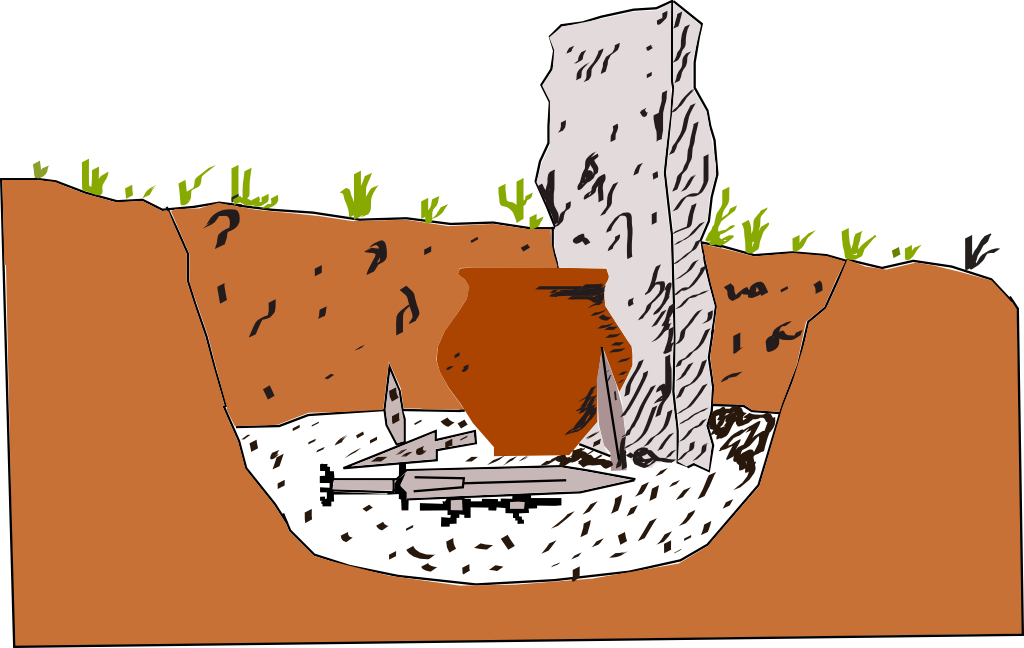
Schematiska återgivning av en keltiberisk grav.
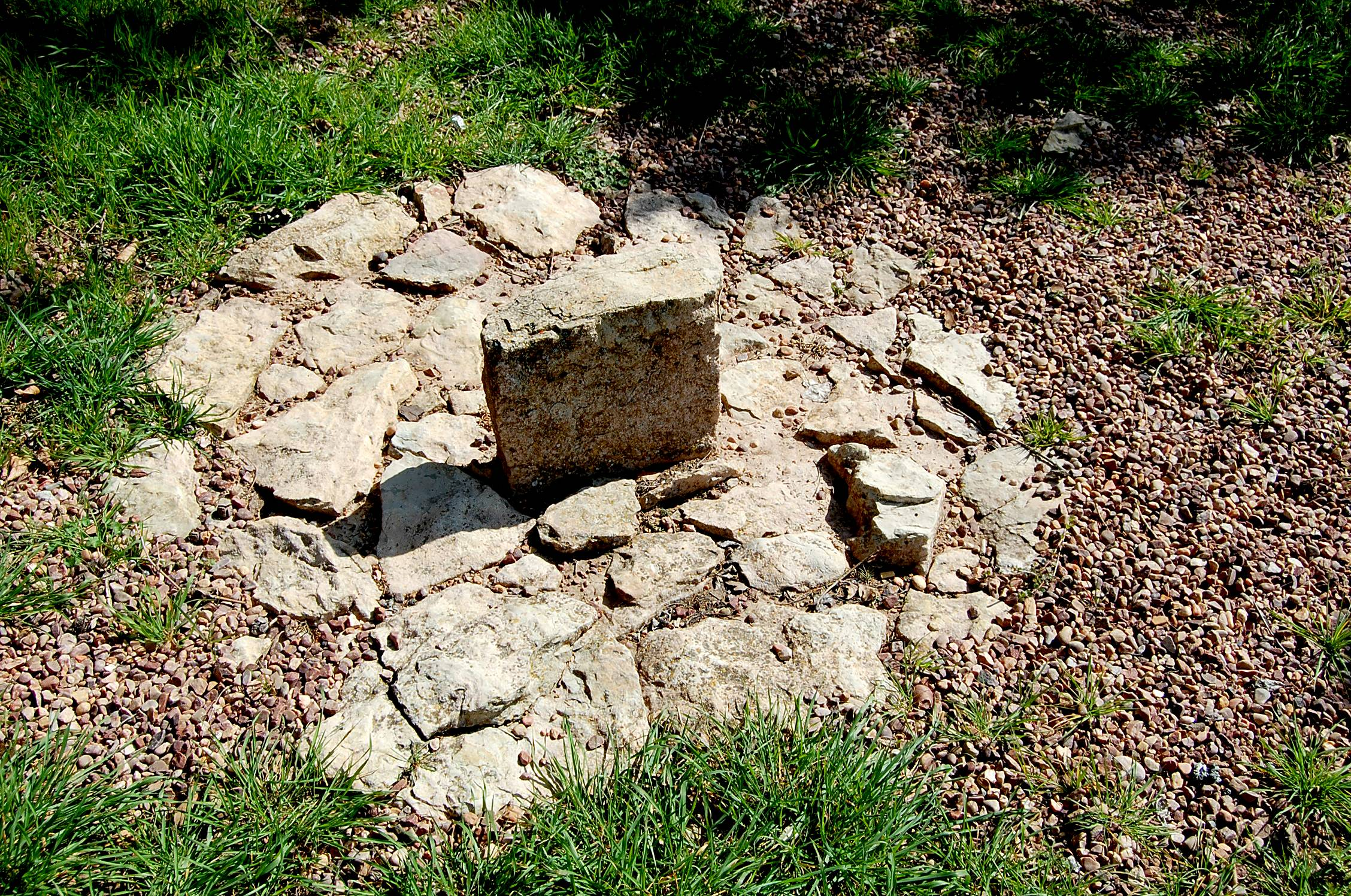
?
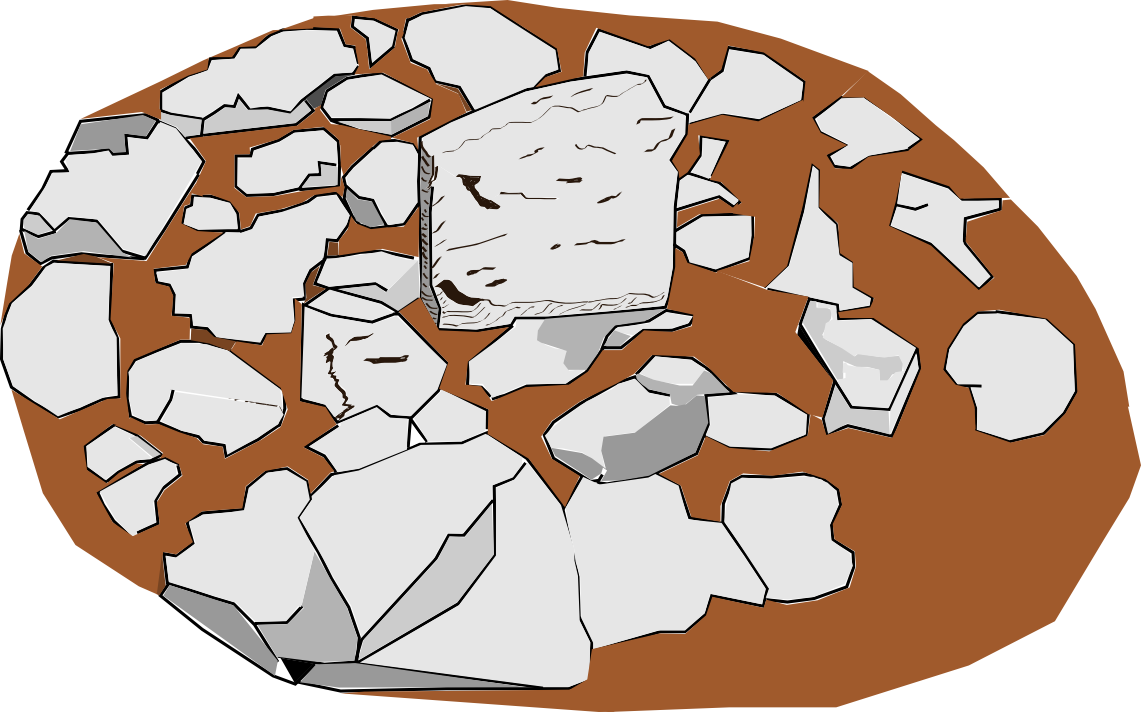
?
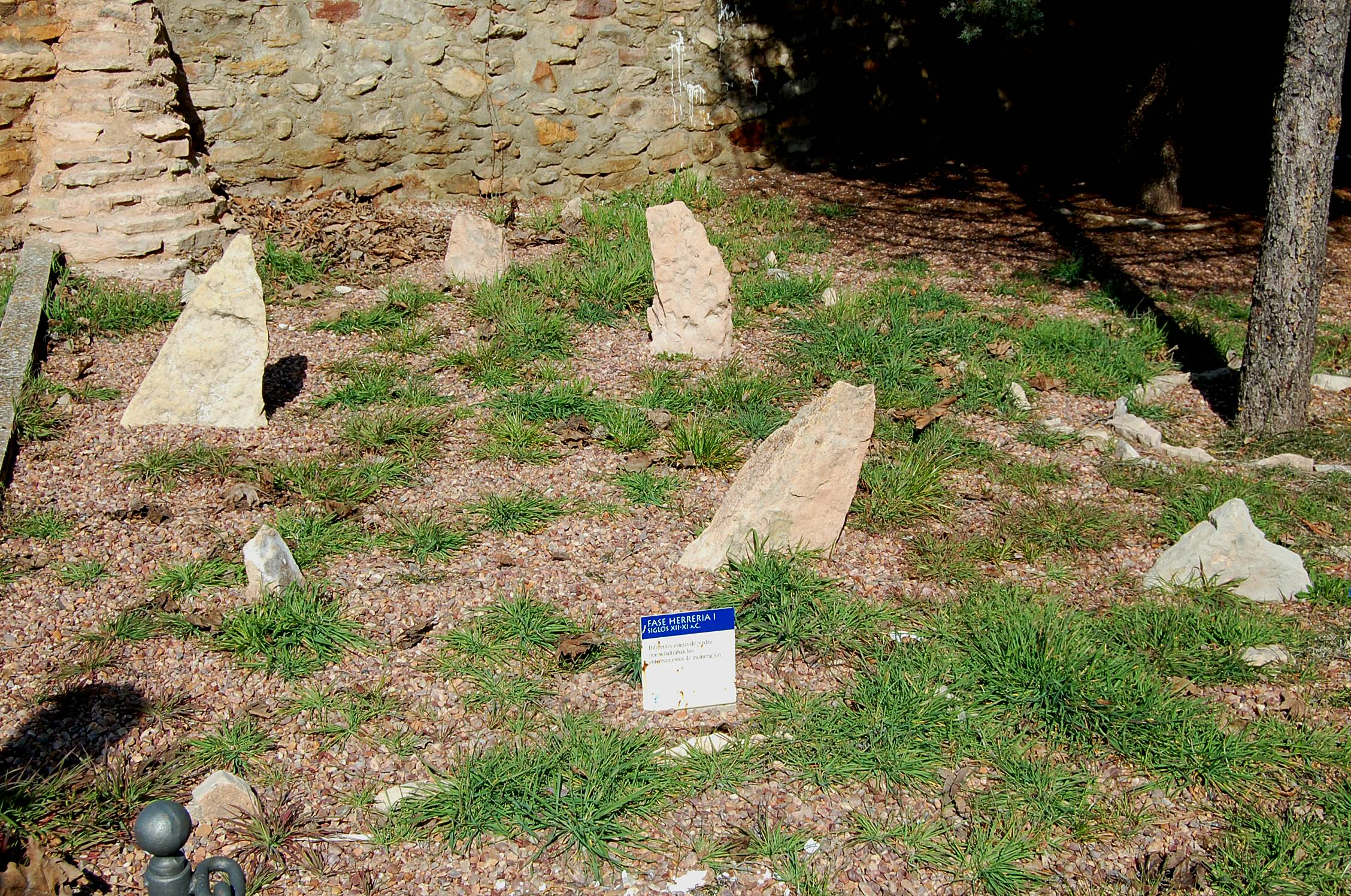
?
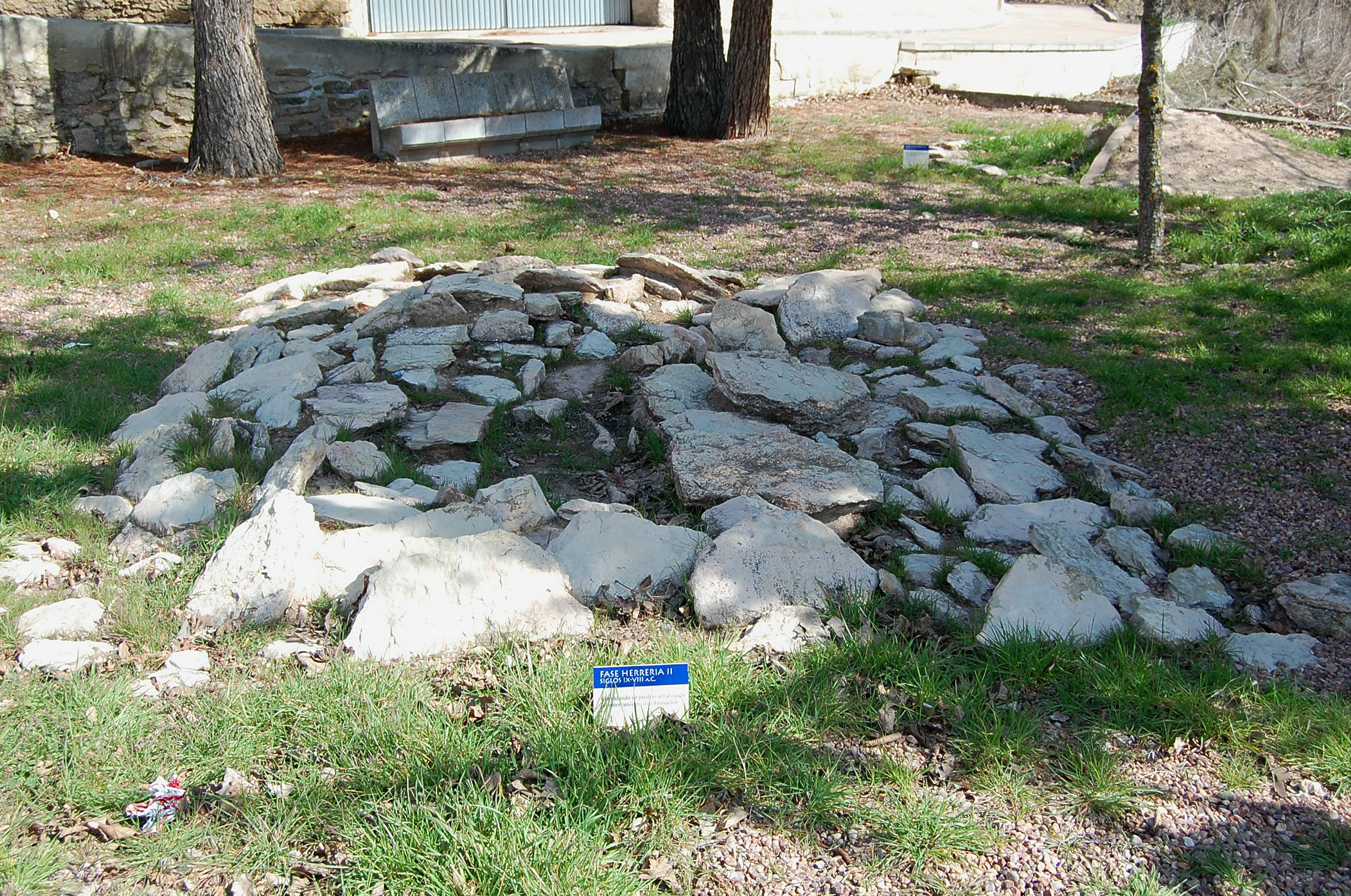
?
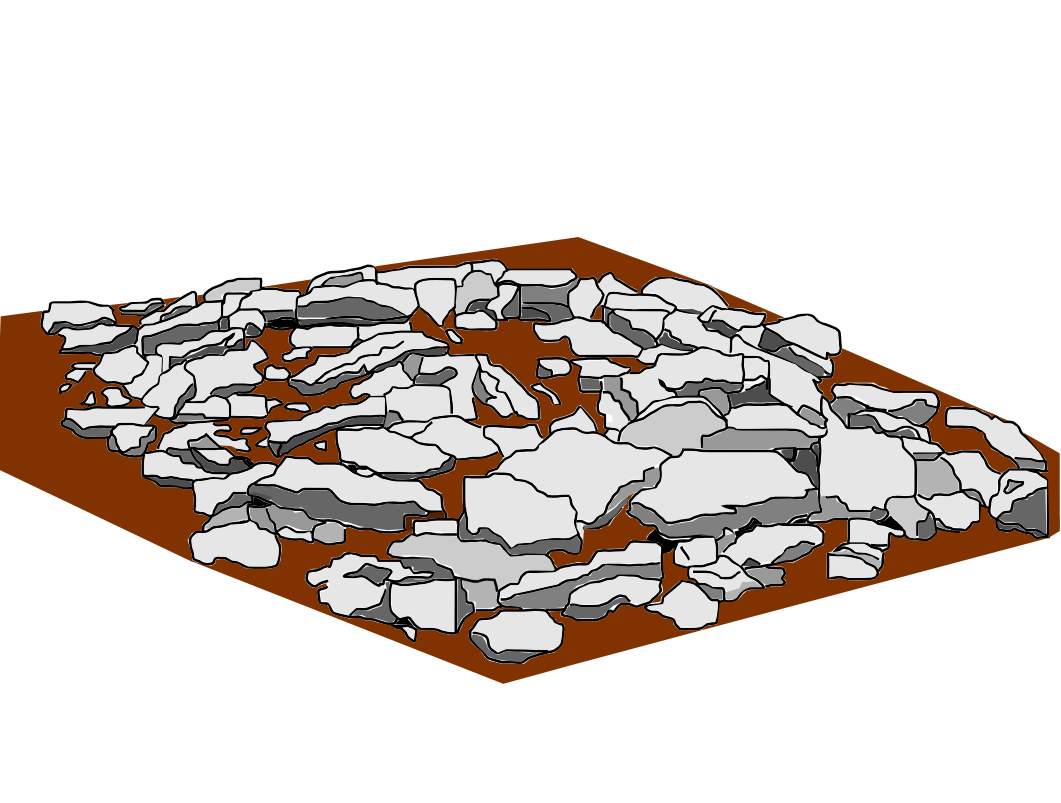
?
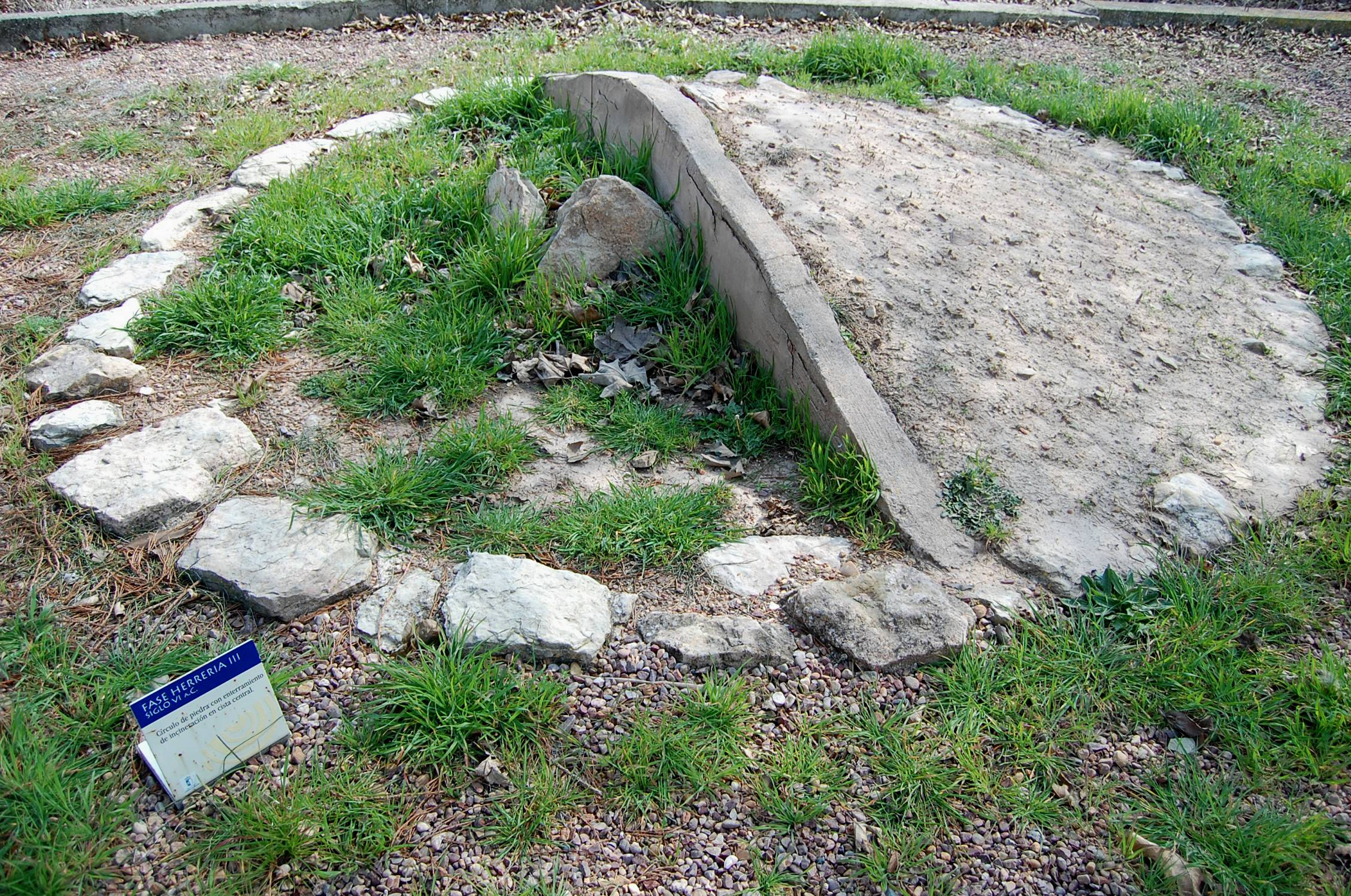
?
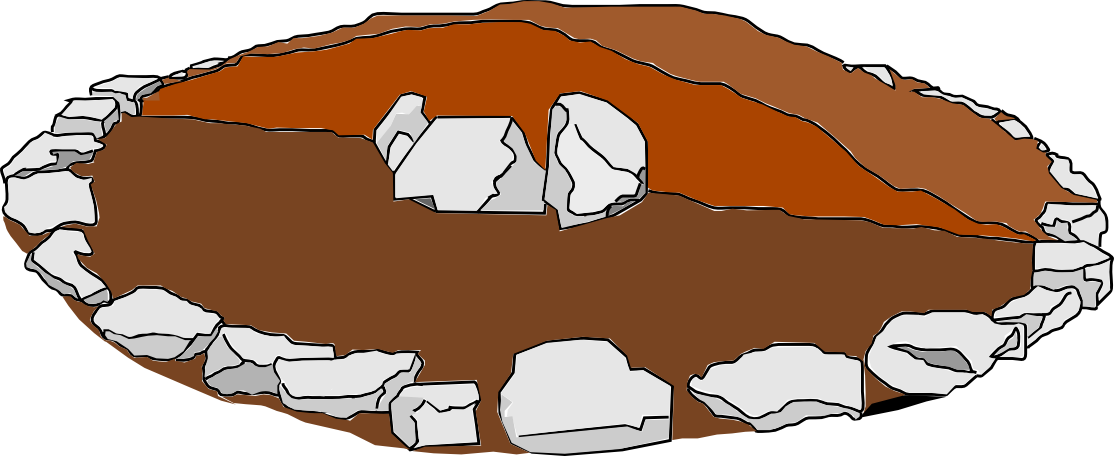
?
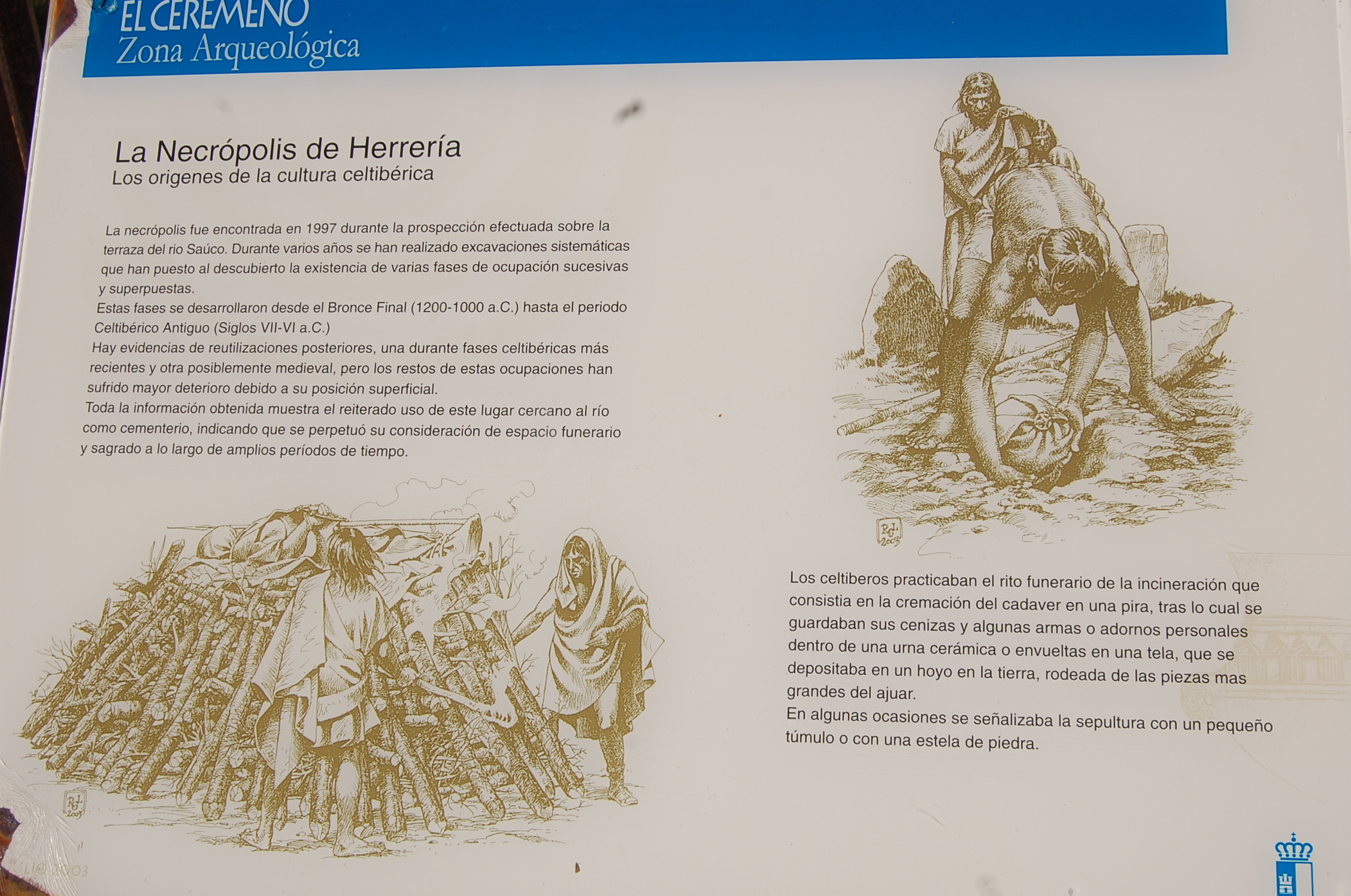
?